# Гіясов Шахрам Джамшедович
Гіясов Шахрам Джамшедович (узб. Shaxram Jamshedovich Giyasov, нар. 7 липня 1993, Бухара, Бухарська область, Узбекистан) — узбецький професійний боксер, що виступає у напівсередній ваговій категорії, срібний призер Олімпійських ігор 2016 року, чемпіон світу та Азії. 

## Любительська кар'єра

### Олімпійські ігри 2016
- 1/16 фіналу:Переміг Юба Сіссохо (Іспанія) - 3-0
- 1/8 фіналу:Переміг Еймантаса Станіоніса (Литва) - 3-0
- 1/4 фіналу:Переміг Роніеля Іглесіаса (Куба) - 3-0
- 1/2 фіналу:Переміг Мохаммеда Рабії (Марокко) - 3-0
- Фінал:Програв Даніяру Єлеусінову (Казахстан) - 0-3

### Чемпіонат світу 2017
- 1/8 фіналу:Переміг Євгена Барабанова (Україна) - 3-0
- 1/4 фіналу:Переміг Пета Маккормака (Англія) - 5-0
- 1/2 фіналу:Переміг Аблайхана Жуссупова (Казахстан) - 4-1
- Фінал:Переміг Роніеля Іглесіаса (Куба) - 5-0

### Чемпіонат світу 2021
- 1/16 фіналу:Програв Асланбеку Шимбергенову (Казахстан) - 0-5

## Професійна кар'єра
У березні 2018 року підписав контракт з промоутерською компанією Андрія Рябінського. Окрім Гіясова контракт із цією компанією також підписав ще один узбецький боксер, олімпійський призер, Муроджон Ахмадалієв.
26 квітня 2019 року завоював вакантний титул інтернаціонального чемпіона за версією WBA у першій напівсередній вазі. 24 серпня 2019 року провів бій проти Дарлейса Переса з Колумбії, колишнього чемпіона світу у легкій вазі, і здобув перемогу, вже на 30-й секунді першого раунду надіславши суперника у важкий нокдаун.

## Таблиця боїв
| 4 Перемоги (3 нокаутом, 1 за рішенням суддів), 0 Поразок (0 нокаутом, 0 за рішенням суддів) |        |                   |        |            |                 |                               |          |
| Результат                                                                                   | Рекорд | Суперник          | Спосіб | Раунд, час | Дата            | Місце проведення              | Примітки |
| Перемога                                                                                    | 4-0    | Альберт Менсах    | KO     | 3 (8)      | 17 серпня 2018  | Fantasy Springs Casino, Індіо |          |
| Перемога                                                                                    | 3-0    | Даніель Ечеверрія | KO     | 1 (6)      | 14 липня 2018   | Florentine Gardens, Голлівуд  |          |
| Перемога                                                                                    | 2-0    | Габор Горбіч      | UD     | 6          | 21 квітня 2018  | Kings Theatre, Бруклін        |          |
| Перемога                                                                                    | 1-0    | Ніколас Велазкес  | KO     | 1 (6)      | 10 березня 2018 | Kings Theatre, Бруклін        |          |